# Rachele Barbieri
Rachele Barbieri (Pavullo nel Frignano, 21 februari 1997) is een Italiaanse wielrenster, die actief is op de weg, maar met name op de baan.

## Carrière
Bij de nieuwelingen werd ze Italiaans kampioene veldrijden in 2013 en bij de junioren won ze zilver op het Europees kampioenschap op de weg in 2015. Bij de elite werd ze wereldkampioene op de baan in de scratch in 2017.
Na twee jaar bij de Amerikaanse ploeg Cylance Pro Cycling, reed ze in 2018 voor het Britse Wiggle High5 en in 2019 voor het Italiaanse BePink. In 2022 en 2023 kwam ze uit voor de Nederlandse ploeg Liv Racing en vanaf 2024 rijdt ze voor het eveneens Nederlandse Team DSM-Firmenich.
Rachele Barbieri maakt deel uit van de sportselectie "Fiamme Oro" van de Italiaanse politie.

## Palmares

### Op de weg
2015

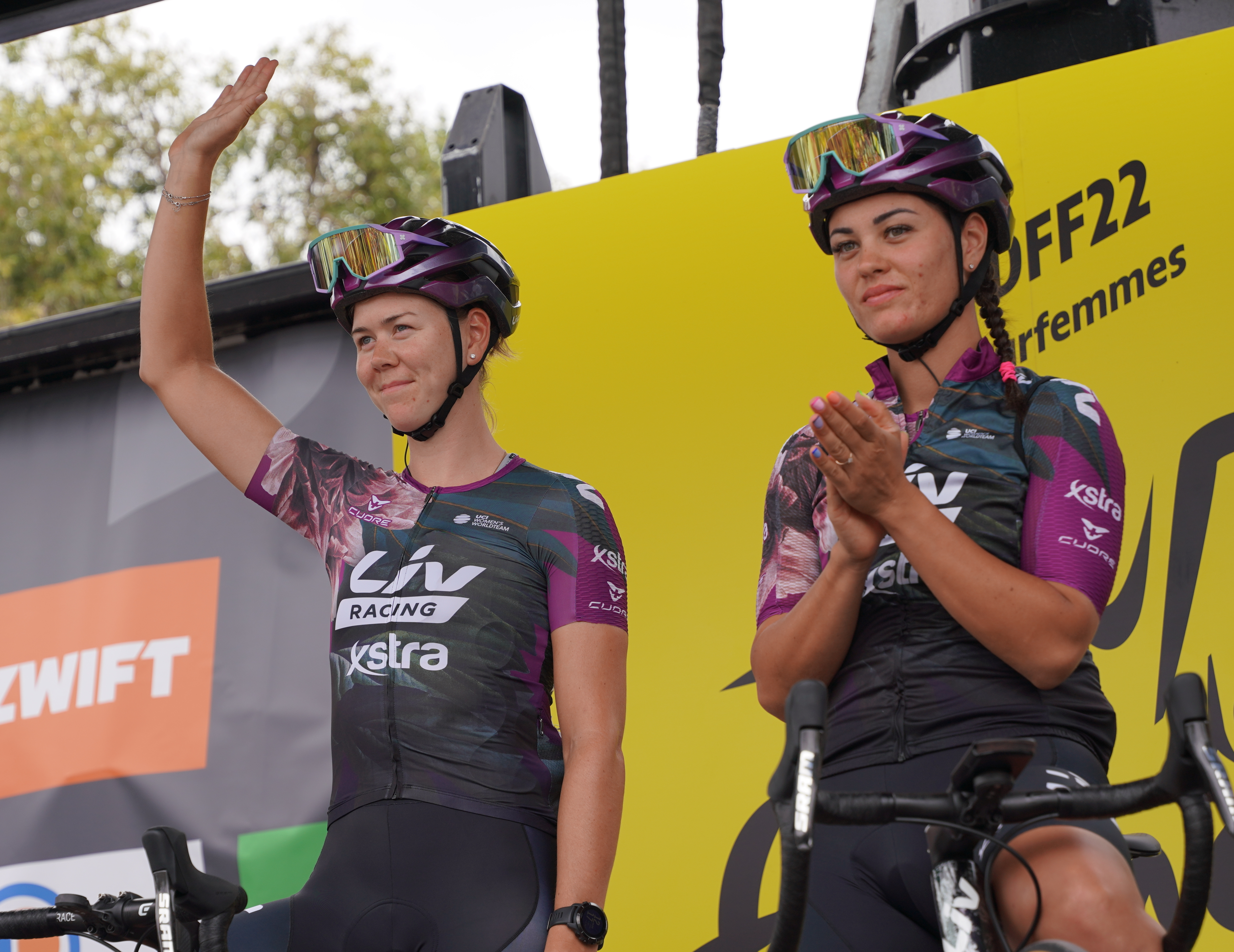
Barbieri (r) op het startpodium van de Tour de France Femmes 2022.

 Europees kampioenschap op de weg (junior)
2021
Trofeo Oro in Euro
2022
3e etappe EasyToys Bloeizone Fryslân Tour
ZLM Omloop der Kempen

#### Resultaten in voornaamste wedstrijden
| Jaar | Ronde van Italië | Ronde van Frankrijk | Ronde van Spanje |
| ---- | ---------------- | ------------------- | ---------------- |
| 2016 |                  |                     | opgave           |
| 2017 |                  |                     | 89e              |
| 2018 |                  |                     |                  |
| 2019 |                  |                     |                  |
| 2020 |                  |                     |                  |
| 2021 |                  |                     |                  |
| 2022 | 39e              | opgave              |                  |
| 2023 | 95e              | opgave              | opgave           |
| 2024 |                  | 99e                 | 92e              |
| 2025 |                  | 104e                |                  |

| Jaar | Gent-Wevelgem | Ronde van Vlaanderen | Parijs-Roubaix | Le Samyn | Ronde van Drenthe | Scheldeprijs |
| ---- | ------------- | -------------------- | -------------- | -------- | ----------------- | ------------ |
| 2016 | opgave        | 107e                 |                | 58e      | opgave            |              |
| 2017 |               |                      |                |          | opgave            |              |
| 2018 |               |                      |                |          | opgave            |              |
| 2019 |               |                      |                | 29e      |                   |              |
| 2020 |               |                      |                |          |                   |              |
| 2021 |               |                      |                |          |                   |              |
| 2022 | opgave        | 104e                 |                | 13e      |                   | ↑            |
| 2023 | opgave        |                      | 92e            |          | 67e               | 4e           |
| 2024 | opgave        |                      |                |          |                   |              |
| 2025 | opgave        |                      | buit.tijd      |          |                   |              |

### Op de baan

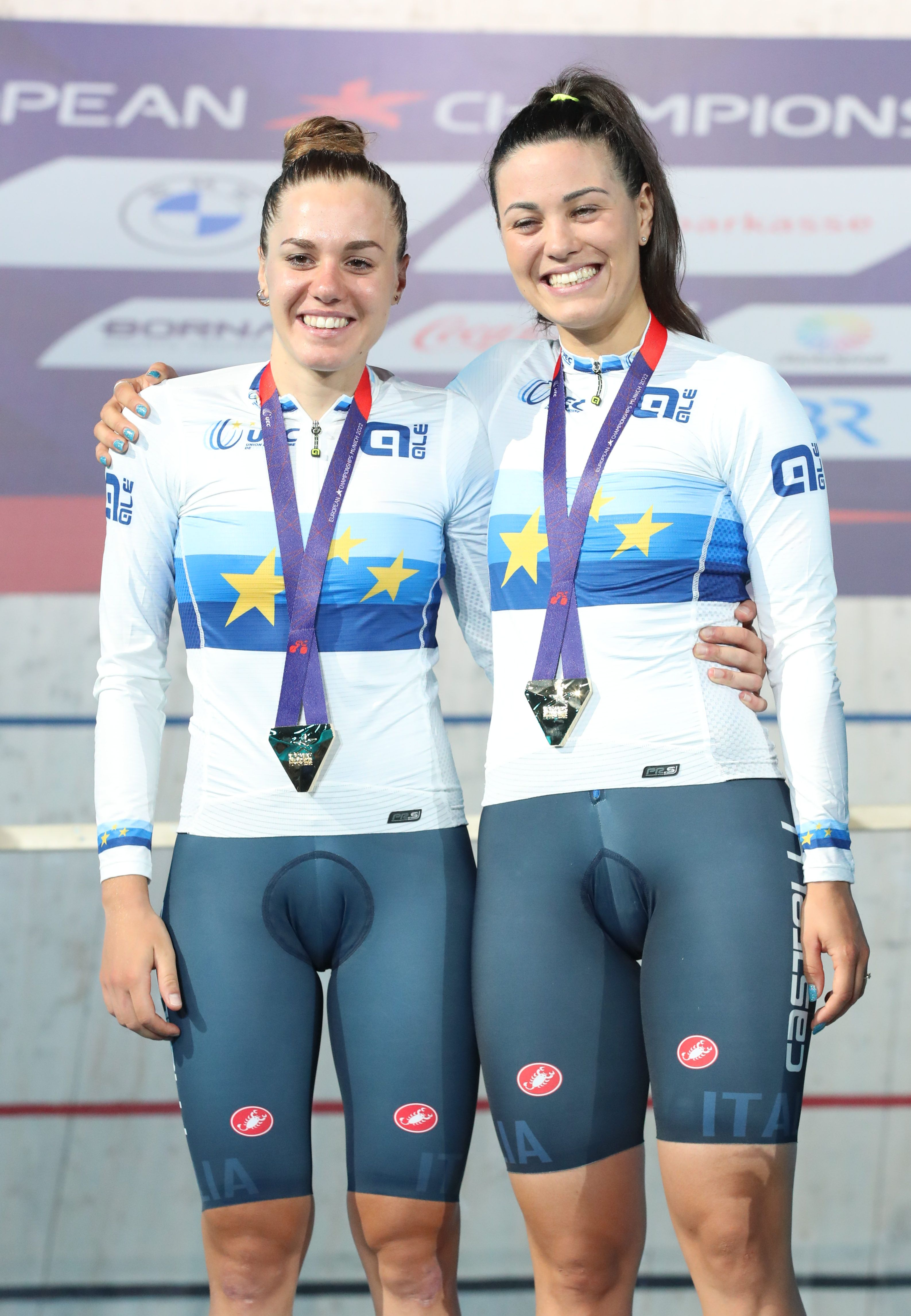
Barbieri
(r) won met Silvia Zanardi de koppelkoers op het EK 2022 in München.

| Jaar    | IK                                          | EK                                             | WK                          | Overige                                                                       |
| ------- | ------------------------------------------- | ---------------------------------------------- | --------------------------- | ----------------------------------------------------------------------------- |
| Junior  |                                             |                                                |                             |                                                                               |
| 2015    | Scratch · Ploegenachtervolging              | Puntenkoers · Ploegenachtervolging             |                             |                                                                               |
| Belofte |                                             |                                                |                             |                                                                               |
| 2016    |                                             | scratch                                        |                             |                                                                               |
| 2017    |                                             | scratch · koppelkoers · 5e afvalkoers          |                             |                                                                               |
| 2018    |                                             | 6e scratch                                     |                             |                                                                               |
| 2019    |                                             | 4e omnium                                      |                             |                                                                               |
| Elite   |                                             |                                                |                             |                                                                               |
| 2016    | scratch                                     | 4e scratch 6e koppelkoers                      |                             |                                                                               |
| 2017    |                                             | 8e scratch                                     | scratch · 5e koppelkoers    |                                                                               |
| 2018    | omnium                                      | 4e scratch                                     | 9e scratch                  |                                                                               |
| 2019    | keirin · 4e sprint                          |                                                |                             |                                                                               |
| 2020    | afvalkoers · 4e keirin                      | afvalkoers · ploegenachtervolging              |                             | Aigle: · afvalkoers                                                           |
| 2021    |                                             | ploegenachtervolging · omnium · 6e koppelkoers | 4e koppelkoers              | Aigle: · scratch · koppelkoers · Olympische Spelen: · 6e ploegenachtervolging |
| 2022    | koppelkoers · omnium · afvalkoers · tijdrit | koppelkoers · omnium                           | afvalkoers · 7e koppelkoers | Aigle: · scratch                                                              |
| 2023    |                                             | 7e omnium 7e teamsprint 13e afvalkoers         | 4e afvalkoers               |                                                                               |

## Ploegen
- 2016 -  Cylance Pro Cycling
- 2017 -  Cylance Pro Cycling
- 2018 -  Wiggle High5
- 2019 -  BePink
- 2022 -  Liv Racing Xstra
- 2023 -  Liv Racing TeqFind
- 2024 -  Team DSM-Firmenich PostNL
- 2025 -  Team DSM-Firmenich PostNL

Barbieri · Bertine · Doebel-Hickok · Gutiérrez · Olds · Ratto · Scandolara · Schweizer · Small · Tetrick · Zaveta
Barbieri · Doebel-Hickok · Gutiérrez · Jasińska · Keough · King · Knol · Numainville · Ratto · Tagliaferro · Tetrick · Wild · Zaveta
Archibald · Barbieri · Barker · Brennauer · Brown · Cordon · Cure · Edmondson · Fahlin · G. Garner · L. Garner · Leth · Longo Borghini · Ritter · Stewart · Yonamine · Wild
Barbieri · Buurman · de Jong(vanaf 1/6) · Demey · van der Hulst · Jackson · Jaskulska · Korevaar · McGowan · Neumanová · Ragusa · Smulders · Stultiens · Ton
Andersson · Barbieri · Buurman · Demey · García · van der Hulst · Jaskulska · de Jong · Korevaar · McGowan · Neumanová · Ragusa · Smulders · Stultiens · Ton
Bader (vanaf 16/7) · Barale · Barbieri · Ciabocco · Georgi · Hengeveld · Jastrab · Koch · Kool · Labous · van der Meiden (tot 30/7) · Nelson · Peperkamp · Plouffe · Rayer · Smith · Storrie · Uijen · Vinke
Bader · Barale · Barbieri · Cavalli · Ciabocco · Georgi · Heremans · Jastrab · Koch · Kool · Londoño · Nelson · Peperkamp · Roldan · Smith · Storrie · Uijen · Vinke